# Muzeum Stworzenia
Muzeum Stworzenia (ang. Creation Museum) – muzeum w Petersburgu w Kentucky prezentujące powstanie wszechświata, życia, człowieka i jego wczesnej historii według zwolenników kreacjonizmu młodej Ziemi, opartego na dosłownej interpretacji Księgi Rodzaju. Instytucja prowadzona jest przez chrześcijańską organizację kreacjonistyczną Answers in Genesis.
Muzeum spotkało się z krytyką środowisk naukowych i akademickich ze względu na próbę promowania specyficznego poglądu religijnego poprzez zaprzeczanie, ignorowanie lub manipulowanie wiedzą naukową.
Eksponaty muzealne zaprzeczają teorii ostatniego wspólnego przodka oraz ewolucji i starają się pokazać, że Ziemia i wszystkie formy życia stworzono 6000 lat temu w ciągu 6 dni. Promuje się ideę, że Adam i Ewa mieszkali wraz z dinozaurami i że dinozaury były na pokładzie Arki Noego. Dowody naukowe natomiast wykazują, że Ziemia powstała ok. 4,5 mld lat temu, a nieptasie dinozaury wyginęły 65,5 mln lat temu, zanim wyewoluował człowiek.
W filmie Wiara czyni czuba z 2008 w satyrycznym tonie ukazano wycieczkę po muzeum, a także wywiad Billa Mahera z jego założycielem, Kenem Hamem.